# 長管食植瓢蟲
長管食植瓢蟲（学名：Epilachna longissima）为瓢蟲科食植瓢蟲屬下的一个种。